# Kardeel

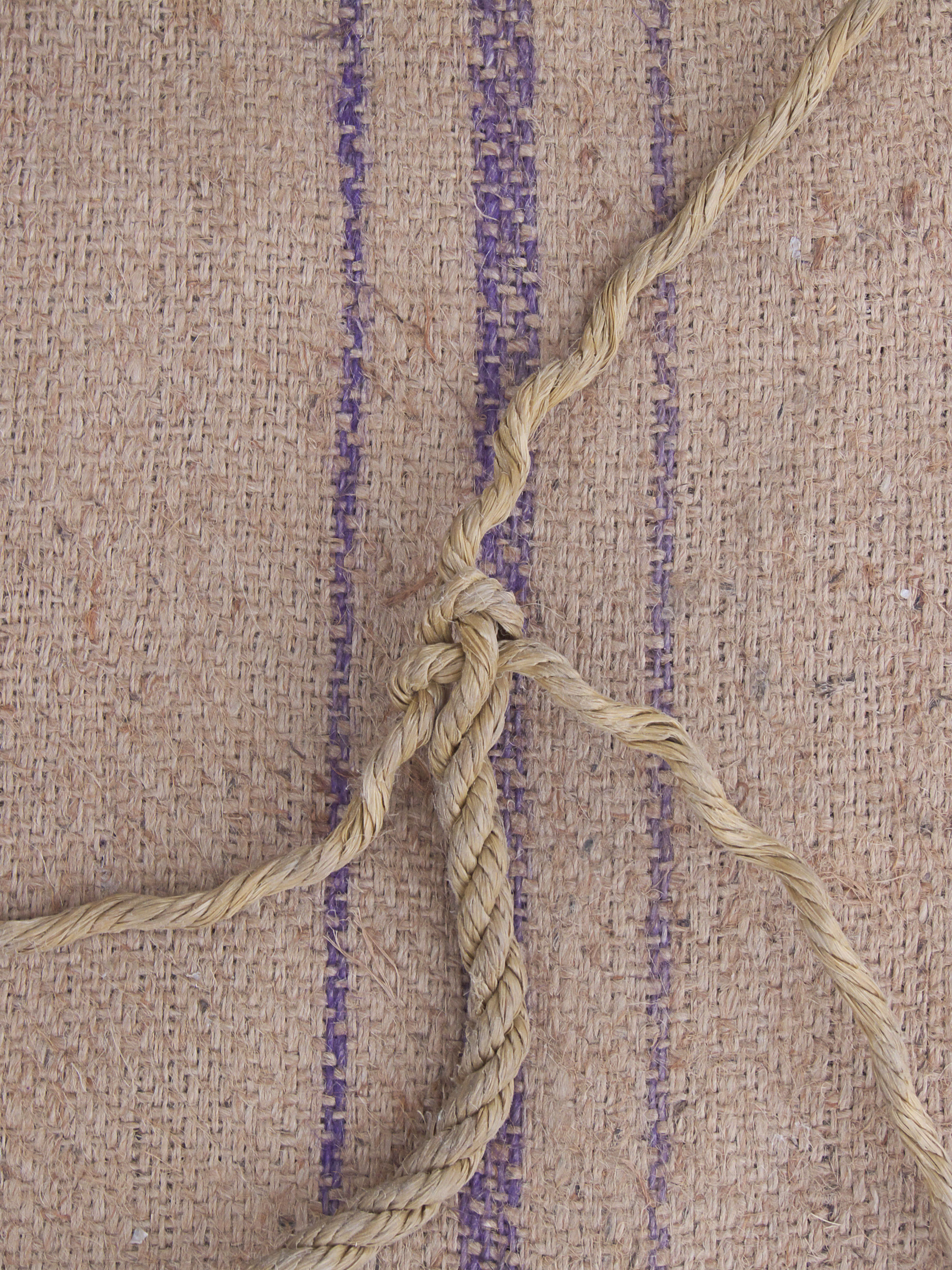
Uit drie kardelen geslagen touwwerk

Een kardeel (ook een streng genoemd) is een bundel gesponnen garen, waarvan een touw, of in de scheepvaart een tros, lijn of kabel geslagen wordt.
De meeste touwen bevatten 3 of 4 kardelen. Speciale touwen worden ook uit 6 of meer kardelen geslagen. In dit geval worden zij om een centrale kern geslagen. De kardelen bestaan zelf uit 7 tot 19 draden.
Een voordeel van een uit kardelen geslagen touw is dat dit gemakkelijk te splitsen is. Moderne kunststof kabels bestaan niet uit kardelen, maar uit een vlechtwerk om een centrale kern.
Kardeel is ook de benaming van een zware takel waarmee een ra op een (vierkant of) dwars-getuigd zeilschip werd gehesen of gestreken.

## Bron
- Maritieme Encyclopedie, 1971, Unieboek N.V. Bussum